# 제주4·3평화문학상
제주4·3평화문학상은 제주4·3평화재단이 주최하는 문학상이다. 소설 부문 7천만원 시 부문 2천만원의 상금을 각각 지급한다.

## 역대 수상 작품
| 연도   |     | 시 부문                        | 소설 부문                               |
| ------ | --- | ------------------------------ | --------------------------------------- |
| 2013년 | 1회 | 현택훈(제주시) 《곤을동》      | 구소은(고양시) 《검은 모래》            |
| 2014년 | 2회 | 박은영(부천시) 《북촌리의 봄》 | 양영수(제주시) 《불타는 섬》            |
| 2015년 | 3회 | 최은묵 《무명천 할머니》       | 장강명 《2세대 댓글부대》               |
| 2016년 | 4회 | 김산(본명 김정호) 《로프》     | 정범종(본명 정법종) 《청학》            |
| 2017년 | 5회 | 박용우(김해시) 《검정 고무신》 | 현수영(본명 손원평 서울시) 《1988년생》 |
| 2018년 | 6회 | 정찬일 《취우》                | 김소윤 《정난주 마리아-잊혀진 꽃들》    |
| 2019년 | 7회 | 김병심 《눈 살 때의 일》       | 수상작 없음                             |
| 2020년 | 8회 | 변희수 《맑고 흰죽》           | 김여정 《그해 여름》                    |

## 심사위원
- 2017년 5회 시: 김순이 정희성 황현산 소설: 최원식 한승원 현기영

## 작품
- 5회 소설 부문 당선작《서른의 반격》출판
- 3회 소설 부문 당선작이 정치극을 표방하는 연극축제 ‘권리장전 2017_국가본색’ 참가작으로 <댓글부대>가 2017년 9월 27일 연우 소극장 연극 공연, 소설책으로 출판

## 같이 보기
- 제주 4·3 사건
- 제주4·3평화상